# Pio Vanzi
Pio Vanzi, né le 9 octobre 1884 à Florence dans la région de la Toscane et décédé le 18 octobre 1957 à Palerme en Sicile, est un réalisateur, scénariste, écrivain et journaliste italien.

## Biographie
Il débute comme journaliste pour le quotidien La Tribuna de Rome. Il fonde ensuite deux périodiques puis se lance dans l'écriture de nouvelles. Il entame également une collaboration avec le monde du cinéma à qui il fournit des histoires et des scénarios, principalement pour le cinéma muet. Entre 1918 et 1922, il réalise également cinq longs-métrages. Il reste connu pour avoir été le premier réalisateur à faire du personnage d'Ursus (apparut pour la première fois dans le film Quo vadis ?  d'Enrico Guazzoni en 1912) un personnage à part entière, et ce dans le film Ursus tourné en 1922. Il décède à Palerme à l'âge de 73 ans.

## Filmographie

### Comme réalisateur
- 1918 : Le labbra e il cuore
- 1920 : La tartaruga del diavolo
- 1920 : La pecorella
- 1922 : Ursus
- 1922 : L'anello di congiunzione

### Comme scénariste et/ou auteur adapté
- 1918 : La signora Arlecchino de Mario Caserini
- 1918 : I topi grigi d'Emilio Ghione
- 1918 : Duecento all'ora de Gennaro Righelli
- 1933 : Il presidente della Ba. Ce. Cre. Mi. de Gennaro Righelli
- 1940 : Gli ultimi della strada de Domenico Paolella
- 1941 : Confessione de Flavio Calzavara
- 1942 : L'affare si complica de Pier Luigi Faraldo